# Ігнацій Новак
Ігнацій Новак (пол. Ignacy Nowak; 12 січня 1949, Познань — 10 січня 2024, там само) — польський шахіст.

## Шахова біографія
У 1971–1990 12 разів виходив у фінал чемпіонату Польщі. 1985 в Гдині поділив I-III місце в турінірі, а за тим переміг у матчі-дограванні в Варшаві, здобувши титул чемпіона країни. Виступав за клуб Pocztowiec Познань, двічі здобував із ним (1985 і 1988) золоті нагороди командного чемпіонату Польщі.
Шість разів здобував нагороди національного чемпіонату зі швидких шахів: двічі золоті (у Лодзі 1973, в Бидгощі 1987) та чотири рази бронзові (Бидгощ 1984, Каліш 1986, Катовиці 1988, Познань 1991). У 1970–2000 також виступав у командних чемпіонатах країни зі швидких шахів і двічі ставав їх переможцем (Ратибор 1995, Луків 1996).
Найвищого рейтингу в липні 1985: маючи 2435 пунктів, поділив 4-5 місце серед польських майстрів. У 1999 припинив виступи у турнірах під егідою ФІДЕ.

## Зміни рейтингу
| На цьому місці має відображатися графік чи діаграма, однак з технічних причин його відображення наразі вимкнено. Будь ласка, не видаляйте код, який викликає це повідомлення. Розробники вже працюють для того, щоби відновити штатне функціонування цього графіка або діаграми. | |
| | На цьому місці має відображатися графік чи діаграма, однак з технічних причин його відображення наразі вимкнено. Будь ласка, не видаляйте код, який викликає це повідомлення. Розробники вже працюють для того, щоби відновити штатне функціонування цього графіка або діаграми. |